# Božidar Kantušer
Bozidar Kantuser (født 5. december 1921 i Pavlovski Vrh, Slovenien, død 9. maj 1999 i Paris, Frankrig) var en slovensk komponist, violinist og direktør.
Kantuser studerede komposition på Musikkonservatoriet i Paris hos Olivier Messiaen og Jean Rivier. Han skrev 4 symfonier, orkesterværker, kammermusik, koncertmusik, operaer, balletmusik, og solomusik for mange instrumenter. Kantuser levede i Frankrig fra (1950) til sin død i 1999. Han fik mange af sine værker opført i hele Verden. Kantuser var ligeledes direktør for International Library of Contemporary Music (B.I.M.C.). Han var gift med den amerikanske kunstmaler Grace Renzi.

## Udvalgte værker
- Kammersymfoni (1954) - for orkester
- Symfoni nr. 2 (1962) - for strygeorkester
- Symfoni nr. 3 (1973 rev. 1976) - for orkester
- Symfoni nr. 4 (1981) - for orkester
- Cellokoncert (1966) - for cello og orkester
- Fløjtekoncert (1962 rev. 1966) - for fløjte, slagtøj og strygerorkester